# Manuel Akanji
Manuel Obafemi Akanji (født 19. juli 1995) er en schweizisk fodboldspiller, der spiller for den engelske klub Manchester City.
Han blev udtaget i Schweiz' trup til VM i fodbold 2018 i Rusland.
Han blev udtaget i Schweiz' EM-trup til EM i fodbold 2021.